# 643 TCN
643 TCN là một năm trong lịch La Mã.